# Панамериканская конфедерация бейсбола
Панамериканская конфедерация бейсбола (англ. Pan American Baseball Confederation; исп. Confederación Panamericana de Béisbol, сокр. СOPABE) — структура, управляющая бейсболом в странах Америки. Объединяет 30 национальных ассоциаций. Представляет Всемирную конфедерацию бейсбола и софтбола (WBSC) на американском континенте. 
COPABE объединяют с Панамериканской конфедерацией софтбола под общим названием WBSC Americas, хотя обе организации сохранили свою независимость.  

## История
Бейсбол вошёл в программу уже первых Панамериканских игр, прошедших в 1951 году в столице Аргентины Буэнос-Айресе и с тех пор неизменно представлен на этих мультиспортивных соревнованиях. В 1950-е годы неоднократно обсуждался вопрос создания континентальной конфедерации по этому популярному в Америке виду спорта, но долгое время целесообразность подобной структуры ставилась под сомнение, так как деятельность Международной любительской федерации бейсбола в значительной степени была сосредоточена именно на американском континенте.   
Лишь в октябре 1984 года в Гаване (Куба) прошёл учредительный конгресс Панамериканской конфедерации бейсбола (СOPABE), но руководящие структуры новой организации были сформированы только в марте следующего года во время проведения II Конгресса СOPABE в Каракасе (Венесуэла) при участии представителей 11 национальных бейсбольных ассоциаций.
В 1987 в Венесуэле прошёл первый Панамериканский чемпионат среди мужских национальных сборных команд. Первый аналогичный женский турнир был проведён в 2009 году. В 2015 женский бейсбол впервые был включён в программу Панамериканских игр.

### Президенты СOPABE
- 1985—1987 —  Освальдо Матиас Флорес
- 1987—1991 —  Эдвин Серпа Пиццорно
- 1991—1997 —  Алонсо Перес Гонсалес
- 1997—2011 —  Эдуардо де Бельо
- 2011—2015 —  Исраэль Рольдан Гонсалес
- 2015—2022 —  Алонсо Перес Гонсалес
- с 2022 —  Араселис Леон

## Структура СOPABE
Высший орган Панамериканской конфедерации бейсбола — Конгресс.
Для решения задач, поставленных Ассамблеей перед СOPABE, а также уставных требований, делегаты Конгресса избирают Исполнительный совет, который проводит в жизнь решения Конгресса, а также организует повседневную деятельность СOPABE. Руководит его работой президент СOPABE. Кроме президента в состав Совета также входят 3 вице-президента, генеральный секретарь, казначей и 3 члена. 
В составе конфедерации существуют три региональных зоны: Северная и Центральная, Карибская, Южноамериканская.

### Руководство СOPABE
- Араселис Леон — президент СOPABE
- Гильермо Барильяс — вице-президент
- Хуан Нуньес — вице-президент
- Норхе Нуньес — вице-президент
- Хорхе Кабрера — генеральный секретарь

## Официальные соревнования
В рамках своей деятельности Панамериканская конфедерация бейсбола отвечает за проведение следующих турниров:
- Бейсбольные турниры в рамках Панамериканских игр;
- Панамериканские чемпионаты среди национальных сборных команд;
- Панамериканские чемпионаты среди мужских юниорских сборных команд различных возрастов (до 21 года, до 18, 16, 14, 12 и 10 лет).

## Члены СOPABE
В скобках после названия страны указана национальная ассоциация или ассоциации этой страны, являющиеся членами COPABE: бс — объединённая бейсбольно-софтбольная, б — бейсбольная.
| - Американские Виргинские острова (б) - Аргентина (б) - Аруба (б) - Багамские Острова (б) - Боливия (бс) - Бразилия (бс) - Британские Виргинские острова (бс) - Венесуэла (б) - Гаити (бс) - Гайана (б) | - Гватемала (б) - Гондурас (б) - Доминиканская Республика (б) - Канада (б) - Колумбия (б) - Коста-Рика (б) - Куба (бс) - Кюрасао (б) - Мексика (б) - Никарагуа (бс) | - Панама (б) - Перу (б) - Пуэрто-Рико (б) - Сальвадор (б) - Синт-Мартен (бс) - США (б) - Тринидад и Тобаго (бс) - Чили (бс) - Эквадор (б) - Ямайка (б) |